# Уме
Уме (фр. Les Houmets) је група мањих острваца из групе Каналских острва. Административно су део крунског поседа Гернзи.
Острва се појављују у зависности од плиме и осеке.
Назив острва потиче од норманског деминутива за острво -hou које се среће и код назива Лиху, Беру, Жету и Бреку.
О овим острвима је писао Виктор Иго у делу Работници на мору где тврди да су ова острвца некада била стална острва али да су уништена експлоатацијом камена. 